# Callyna
Callyna is een geslacht van vlinders van de familie Uilen (Noctuidae).

## Soorten
- C. abscissa Roepke, 1938
- C. constrastans Hampson, 1914
- C. contracta Warren, 1913
- C. contrastans Hampson, 1914
- C. costiplaga Moore, 1885
- C. cupricolor Hampson, 1902
- C. chalcoperas Hampson, 1918
- C. decora Walker, 1858
- C. figurans Walker, 1858
- C. fuscantaria Bethune-Baker, 1906
- C. gaedei Hacker & Fibiger, 2006
- C. holophaea Hampson, 1911
- C. jugaria Walker, 1858
- C. laurae Bryk, 1915
- C. leuconota Lower, 1903
- C. leucosticha Turner, 1911
- C. melanosema Hampson, 1918
- C. monoleuca Walker, 1858

- C. mystica Walker, 1858
- C. nigerrima Hampson, 1902
- C. obscura Hampson, 1910
- C. pectinicornis Gaede, 1915
- C. perfecta Berio, 1956
- C. polychroa Hampson, 1920
- C. robinsoni Viette, 1965
- C. semivitta Moore, 1882
- C. siderea Guenée, 1852
- C. trisagittata Berio, 1970
- C. unicolor Hampson, 1920